# Rogue Trooper
Pour les articles homonymes, voir Rogue Trooper (homonymie).
Rogue Trooper est une bande dessinée de science-fiction britannique publié dans 2000 AD, créée par Gerry Finley-Day et Dave Gibbons en 1981.

## Séries dérivées
- The 86ers
- Venus Bluegenes
- Tor Cyan
- Jaegir
- Hunted

## Reboot
La série a été relancée par IDW Publishing en 2013.

## Adaptations

### Romans
- 2004 : Crucible de Gordon Rennie
- 2005 : Blood Relative de James Swallow
- 2006 : The Quartz Massacre de Rebecca Levene

### Jeu de plateau
Games Workshop a édité un jeu de plateau Rogue Trooper en 1987.

### Jeux vidéo
- 1986 : Rogue Trooper sur Amstrad CPC, Commodore 64 et ZX Spectrum (Piranha Software)
- 1991 : Rogue Trooper sur Amiga et Atari ST (Krisalis Software)
- 2006 : Rogue Trooper sur Windows, PlayStation 2, Xbox, Mac ; 2009 sur Wii (développement : Rebellion Developments, édition : Eidos Interactive, sauf Reef Entertainment sur Wii)
- 2017 : Rogue Trooper: Redux sur Windows, Nintendo Switch, PlayStation 4 et Xbox One (développement : TickTock Games, édition : Rebellion Developments)

### Film
En 2012, Grant Morrison a annoncé qu'il devait écrire un scénario pour un film Rogue Trooper avec Sam Worthington. En juillet 2018, c'est au tour de Duncan Jones d'être annoncé sur un projet d'adaptation.